# Sean Dyche
Sean Mark Dyche (* 28. Juni 1971 in Kettering) ist ein englischer Fußballtrainer und ehemaliger -spieler. Mit dem FC Burnley erreichte er als Trainer in den Spielzeiten 2013/14 und 2015/16 den Aufstieg in die Premier League, in der Saison 2018/19 die Playoffs der Europa League. 

## Spielerlaufbahn
Zwischen 1990 und 1997 spielte der als Innenverteidiger eingesetzte Sean Dyche beim FC Chesterfield. Den größten Erfolg feierte er in der Saison 1994/95 mit dem Aufstieg in die dritte Liga. Aufsehen erregte er mit dem Drittligisten zudem im FA Cup 1996/97 als das Team überraschend ins Halbfinale einzog, ehe das Aus gegen den FC Middlesbrough erfolgte. 1997 wechselte er zu Bristol City und stieg mit seiner neuen Mannschaft direkt in die zweite Liga auf, ehe im Folgejahr der direkte Wiederabstieg erfolgte. Aufgrund geringer Einsatzzeiten und zwischenzeitlicher Ausleihe an den Drittligisten Luton Town, wechselte er 1999 zum FC Millwall. 2001 gewann er mit der Mannschaft aus London den Meistertitel in der dritten Liga und zog in der anschließenden Football League First Division 2001/02 als Tabellenvierter in die Play-offs ein. Dort scheiterte der Verein jedoch vorzeitig am späteren Aufsteiger Birmingham City. Nach drei Spielzeiten beim Zweitligisten FC Watford zwischen 2002 und 2005 wechselte er 2005 zum Viertligisten Northampton Town, mit dem ihm 2006 der Aufstieg in die dritte Liga gelang.

## Trainerlaufbahn

### FC Watford
Nach seiner Spielerkarriere wechselte Sean Dyche als Jugendtrainer zum FC Watford, wo er ab 2009 als Assistenztrainer von Malky Mackay fungierte. Am 21. Juni 2011 wurde er als neuer Cheftrainer des Vereins vorgestellt. In der Football League Championship 2011/12 führte er seine Mannschaft auf den elften Tabellenplatz. Nach Ablauf der Saison gab der neue Eigentümer des Vereins die Trennung von Sean Dyche bekannt.

### FC Burnley
Am 30. Oktober 2012 übernahm Dyche den Trainerposten beim Zweitligisten FC Burnley und beendete die Saison 2012/13 als Tabellenelfter. Am Saisonende verlor die Mannschaft mit Charlie Austin (24 Treffer) ihren Toptorjäger an die Queens Park Rangers. Trotz dieses Verlustes gelang Burnley in der Football League Championship 2013/14 als Tabellenzweiter der Aufstieg in die Premier League. Mit Danny Ings und Sam Vokes, die jeweils 20 Ligatreffer erzielten, hatte Dyche erfolgreich den Abgang von Austin kompensieren können. Mit nur 37 Gegentoren in 46 Spielen stellte die Mannschaft zudem die beste Defensive der Liga. Sean Dyche wurde in den Monaten September und Oktober 2013 sowie im April 2014 zum Trainer des Monats der zweiten Liga gewählt.
Mitte April 2022 entließ der abstiegsgefährdete Club Sean Dyche nach neuneinhalb Jahren im Amt.

### FC Everton
Ende Januar 2023 stellte der abstiegsgefährdete Erstligist FC Everton Dyche als Nachfolger von Frank Lampard als neuen Cheftrainer vor; Dyche unterzeichnete einen bis Sommer 2025 gültigen Vertrag. Im Januar 2025 trennte sich der Verein wieder von Dyche, zum Zeitpunkt der Trennung lag das Team auf dem 16. Tabellenplatz in der Premier League 2024/25, einen Punkt vor den Abstiegsrängen.